# Campionato oceaniano femminile di pallacanestro 1997
L'8º Campionato Oceaniano Femminile di Pallacanestro FIBA (noto anche come FIBA Oceania Championship for Women 1997) si è svolto dal 1 al 4 giugno 1997 in Nuova Zelanda.
I Campionati oceaniani femminili di pallacanestro sono una manifestazione biennale tra le squadre nazionali femminili del continente, organizzata dalla FIBA Oceania.

## Squadre partecipanti
- Australia
- Nuova Zelanda
- Nuova Caledonia

## Turno preliminare
| Squadra         | G | V | P | PF  | PS  | DP   | P.ti |
| --------------- | - | - | - | --- | --- | ---- | ---- |
| Australia       | 2 | 2 | 0 | 248 | 79  | +169 | 4    |
| Nuova Zelanda   | 2 | 1 | 1 | 180 | 129 | +41  | 3    |
| Nuova Caledonia | 2 | 0 | 2 | 44  | 264 | −220 | 2    |

## Finale
|  | Finale        |               |    |  |
|  |               |               |    |  |
|  | Nuova Zelanda | Nuova Zelanda | 61 |  |
|  | Australia     | Australia     | 99 |  |

## Campione
Australia
(7º titolo)

## Classifica finale
| Posizione | Squadra         | Vinte/Perse |
| --------- | --------------- | ----------- |
| Oro       | Australia       | 3–0         |
| Argento   | Nuova Zelanda   | 0-3         |
| Bronzo    | Nuova Caledonia | 0-2         |